# Shiwanni Virgae
Shiwanni Virgae est un ensemble de stries sur Titan, satellite naturel de Saturne.

## Caractéristiques
Shiwanni Virgae est centré sur 25° de latitude sud et 32 de longitude ouest, et mesure 1 400 km dans sa plus grande dimension.

## Observation
Shiwanni Virgae a été découvert par les images transmises par la sonde Cassini.
Il a reçu le nom de Shiwanni, dieu de la pluie zuñi.